# واين كوشران
واين كوشران (بالإنجليزية: Wayne Cochran)‏ هو مغني وكاتب أغاني أمريكي، ولد في 10 مايو 1939 في توماستون في الولايات المتحدة، وتوفي في 21 نوفمبر 2017 في ميامي في الولايات المتحدة بسبب سرطان.

## وصلات خارجية
- الموقع الرسمي
- واين كوشران على موقع IMDb (الإنجليزية)
- واين كوشران على موقع ميوزك برينز (الإنجليزية)
- واين كوشران على موقع أول ميوزيك (الإنجليزية)
- واين كوشران على موقع ديسكوغز (الإنجليزية)